# Хан, Фара
Фа́ра Хан (хинди फ़राह ख़ान; род. 9 января 1965, Мумбаи, Индия) — индийская актриса, кинорежиссёр, сценарист, кинопродюсер и хореограф.

## Биография и карьера
Фара Хан родилась 9 января 1965 года в Мумбаи в семье Менаки Хан. Есть трое братьев и сестёр, все из которых связаны с кинематографом.
Начала кинокарьеру в 1981 году в качестве актрисы, а позже также начала снимать фильмы, писать для них сценарии и выступать в качестве продюсера. Является лауреатом 19 кинопремий и номинанткой на 12. Её последний фильм «С новым годом!» принес в кассу более 200 крор (2 млрд рупий), побив рекорд самого быстрого сбора 100 крор в прокате. Фара Хан — единственная индийская женщина-режиссёр, чей фильм заработал более 1 млрд рупий.
Также известна своей хореографической деятельностью.

## Личная жизнь
С 4 декабря 2004 года Фара замужем за Ширишем Кундером. У супругов есть дети-тройняшки — сын Шар Кундер и дочери Аня Кундер и Дива Кундер (род.11.02.2008).